# JR Freight
La Japan Freight Railway Company (日本貨物鉄道株式会社 Nippon Kamotsu Tetsudō Kabushiki-gaisha?), o JR Freight (JR貨物 Jeiāru Kamotsu?), es una de las 7 compañías que forman el grupo Japan Railways. Se encarga del transporte ferroviario de cargas en Japón. Tiene su sede en Shibuya, Tokio, cerca de la estación de Shinjuku.
El grupo Japan Railways fue fundado el 1 de abril de 1987, cuando Japanese National Railways (JNR) fue privatizado. Dicha empresa fue dividida en 6 compañías regionales de transporte de pasajeros y una empresa encargada del transporte de cargas (JR Freight).
Aunque es una empresa en la que todas las acciones son prácticamente propiedad del gobierno japonés, su objetivo futuro es privatizarla realizando una oferta pública de venta, al igual que se realizó con JR East, JR Central, JR West y JR Kyūshū.
La empresa sólo cuenta con unos 50 kilómetros de vías propias y, por lo tanto, opera en vías propiedad de los seis ferrocarriles de pasajeros JR, así como de otras compañías que proporcionan transporte ferroviario en Japón.

## Utilidad
En 2017, solo alrededor del 5% de todo el transporte de mercancías en Japón se realizaba por ferrocarril, pero casi la totalidad de ese transporte, el 99%, lo realizaba JR Freight.Los camiones transportan alrededor del 50% y los barcos alrededor del 44%.En la década de 2010, JR Freight ha estado transportando más mercancías debido a la disminución de la cantidad de conductores de camiones disponibles debido a la edad, así como a la política gubernamental de reducir el dióxido de carbono.La empresa ha tenido una situación de déficit durante muchos años.